# 鴫野の戦い
鴫野の戦い（しぎののたたかい）は、江戸幕府と豊臣家の間の大坂の陣（大坂の役）のうち、1614年（慶長19年）末に発生した大坂冬の陣において行われた戦いの一つ。

## 概要
大坂城東北、大和川の北岸に今福村、南岸に鴫野村がある。この地域は低湿地帯になっており、軍隊が展開できるのは堤防上のみ、まわりは田圃という地形だった。豊臣方は鴫野村に3重に柵を設置し、井上頼次に兵2,000で守備させていた。徳川家康は今福村に付け城を築くため、今福・鴫野の両柵の奪取を命じた。鴫野へは上杉景勝（後：直江兼続）勢5,000、後詰として堀尾忠晴、丹羽長重、榊原康勝が向かった。
11月26日早朝、上杉勢が鴫野の柵を攻撃、上杉麾下の安田能元、須田長義らにより柵は占拠され、井上頼次は討ち死した。豊臣軍では大野治長ら12,000が来援し反撃に転じた。上杉勢一番手は第一の柵まで後退し、二番手の水原親憲らに崩れかかりそうになるところ親憲が大声で左右にどくよう指示、そのあとを追いかけてきた豊臣軍に鉄砲隊の一斉射撃を加えた。そこへ能元隊が槍を入れ、豊臣軍を撃退した。
鴫野占拠後、家康の命により景勝に忠晴と交替して兵を休ませるよう伝えたが、景勝は「弓箭（きゅうせん）の家に生まれ先陣を争い、今朝より身を粉にして奪い取った持ち口を、上意とは言え他人に任せることはできぬ」として拒否した。